# (10441) van Rijckevorsel
(10441) van Rijckevorsel (9076 P-L) – planetoida z grupy pasa głównego asteroid okrążająca Słońce w ciągu 4,13 lat w średniej odległości 2,57 j.a. Odkryta 17 października 1960 roku.